# Andrea Barrett
Pour les articles homonymes, voir Barrett.
 Andrea Barrett, née le 16 novembre 1954 à Boston, est une femme de lettres américaine. Auteur de nouvelles et de romans, elle a reçu le National Book Award en 1996 pour son recueil Fièvre. Elle vit aujourd'hui[Quand ?] à North Adams dans le Massachusetts.
Elle est l'auteur de sept romans et de deux recueils de nouvelles, publiés entre 1988 et 2013.